# Davina Lewis
Lady Davina Elizabeth Alice Benedikte Lewis (nascuda Windsor, 19 de novembre de 1977) és la filla gran de Ricard i Brígida de Gloucester. L'any 2021 ocupava el lloc 33è en la línia de successió al tron britànic.

## Biografia

### Primers anys
Lewis va néixer a l'Hospital de St. Mary. Va ser batejada el 19 de febrer de 1978 a Barnwell, Northamptonshire. Va créixer al palau de Kensington. Lady Davina va ser educada en el Kensington Preparatory School a Notting Hill i més tard a St George's School a Ascot. Es va graduar en estudis mediàtics a la University of the West of England.

### Matrimoni i descendència
El 31 de juliol de 2004 es va casar amb el neozelandès Gary Christie Lewis (nascut el 1970). Lewis és un fuster que gestiona un negoci de restauracions i és un entusiasta del surf, i té un fill, Ari (nascut el 1992) d'una relació anterior. La parella es coneixia des de feia quatre anys, havent-se conegut a unes vacances a Bali. Per diversos anys van mantenir en secret la seva relació. És el fill de Larry Lewis, un constructor maorí que va quedar segon en els Golden Shears el 1982. El seu oncle és el conegut autor Witi Ihimaera qui va escriure The Whale Rider, de la qual es va fer una adaptació filmatogràfica.
Gary Lewis és el primer maori a unir-se a la Família Reial, en casar-se amb la filla d'un príncep britànic. Ja que és descendent del rei Jordi II i hereva potencial al tron britànica, va haver de tenir una llicència de matrimoni. El 20 de juliol de 2004, es va comunicar que la Reina havia donat el seu consentiment. Les noces van tenir lloc en una capella al palau de Kensington, la llar de la infància de Davina. A part del duc i la duquessa de Gloucester i els germans de la núvia, cap altre membre de la Família Reial Britànica va estar present; només amics i familiars.
Davina va donar a llum la seva primera filla, Senna Kowhai, el 22 de juny de 2010 i al seu fill Tane Mahuta el 25 de maig de 2012. El seu fill va ser nomenat en honor del Tane Mahuta, un arbre gegant localitzat a Nova Zelanda.
Fins al 26 de març de 2015, Tane estava per sobre de Senna en la línia de successió al tron britànic però després de l'Acta de successió a la Corona que va tenir efecte a tots els regnes de la mancomunitat el 2015, Senna i Tane es van convertir en la 28è i 29è en la línia de successió al tron (ara 31è i 32è), respectivament.
Lewis no porta a terme funcions oficials però acudeix a esdeveniments familiars i a casaments reials. Lady Davina i Gary Lewis van ser convidats a la recepció de la Reina per als membres de l'All Blacks al palau de Buckingham el 2005. Ella i el seu marit també van assistir al casament reial entre Guillem de Cambridge i Catherine Middleton el 2011.